# Dies Domini
Dies Domini (lateinisch; übersetzt: ‚Tag des Herrn‘) ist ein Apostolisches Schreiben Papst Johannes Pauls II. Es trägt das Datum vom 30. Juli 1998 und verweist mit seinem Untertitel „Über die Heiligung des Sonntags“ inhaltlich auf das Thema. Der Papst ermutigt darin die  Katholiken, die Bedeutung des Sonntages wieder neu zu entdecken.

## Inhaltsangabe
Das Apostolische Schreiben setzt sich obligatorisch aus einer Einleitung und einem Schluss zusammen und besteht aus fünf Kapiteln, wobei jedem Kapitel ein besonderer Leittitel und Gedanke vorangestellt wurde.
- Das erste Kapitel trägt die Überschrift „DIES DOMINI“, wobei der Untertitel darauf hinweist, dass es hier um die „Feier des Schöpfungswerkes Gottes“ geht.
- Das zweite Kapitel  heißt „DIES CHRISTI“  und der nachfolgende Untertitel weist darauf hin, dass hier auf  „den Tag des auferstandenen Herrn und das Geschenk des Geistes“ eingegangen werden soll.
- „DIES ECCLESIAE“ bezeichnet das dritte Kapitel und deutet im Untertitel an, dass es sich hierbei um „die eucharistische Versammlung“, die „in das Herz des Sonntags“ geht, handeln wird.
- Im viertel Kapitel, der mit „DIES HOMINIS“ überschrieben ist, wird „der Sonntag – als Tag der Freude, der Ruhe und der Solidarität“ beschrieben.
- Schließlich im letzten Kapitel, beschreibt der Papst mit dem Kapitelnamen „DIES DIERUM“, den Sonntag als „den ursprünglichen Feiertag, der den Sinn der Zeit“ offenbart.

## Zusammenfassung
Der Sonntag als Feiertag soll, nach Aussage dieses Apostolischen Schreibens, für die Christen der Ausdruck der  Gottesverehrung sein. Der Gläubige soll im Glauben gestärkt werden, er soll zum Gottesdienst befähigt werden und er soll für den Dienst in dieser Welt neu gerüstet werden. Gleichzeitig soll der Sonntag, den Menschen aus den vielfältigen Zwängen des Alltags befreien. Der Mensch soll sich aber auch immer wieder seiner Würde als Mensch und Christ im Klaren werden. In diesem Schreiben bringt der Papst nochmals zum Ausdruck, dass, wenn der Christ die Heiligung des Sonntags beachtet, er wirklich Erholung und Freude empfangen kann.